# Salim Drali
 (mars 2021).
Si vous disposez d'ouvrages ou d'articles de référence ou si vous connaissez des sites web de qualité traitant du thème abordé ici, merci de compléter l'article en donnant les références utiles à sa vérifiabilité et en les liant à la section « Notes et références ».
Salim Drali (en arabe : سالم درالي) est un footballeur algérien né le 14 juin 1974 en Algérie. Il évoluait au poste de défenseur.

## Biographie
Salim Drali évoluait en première division algérienne avec le club de l'USM Blida. Il dispute 41 matchs en inscrivant trois buts.

## Palmarès
USM Blida
- Championnat d'Algérie :
  - Vice-champion : 2002-03.